# برج رافال
برج رافال (انگلیسی: Burj Rafal) ساختمان مسکونی اداری ۷۰ طبقه مستقر در شهر ریاض است، که در سال ۲۰۱۳ احداث گردید.